# Erica corifolia
Erica corifolia är en ljungväxtart som beskrevs av Carl von Linné. Erica corifolia ingår i släktet klockljungssläktet, och familjen ljungväxter. Utöver nominatformen finns också underarten E. c. erectiuscula.

## Bildgalleri

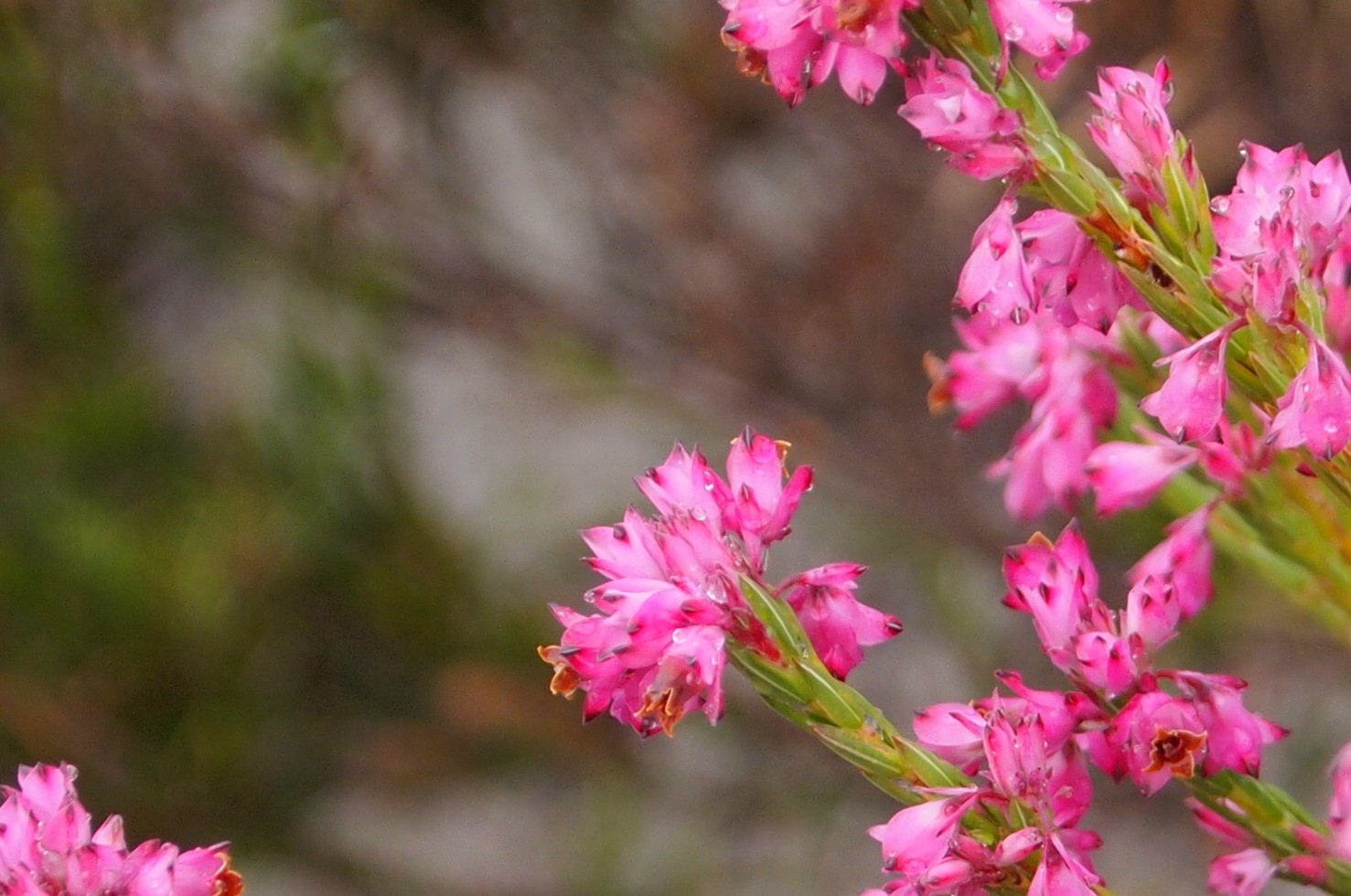
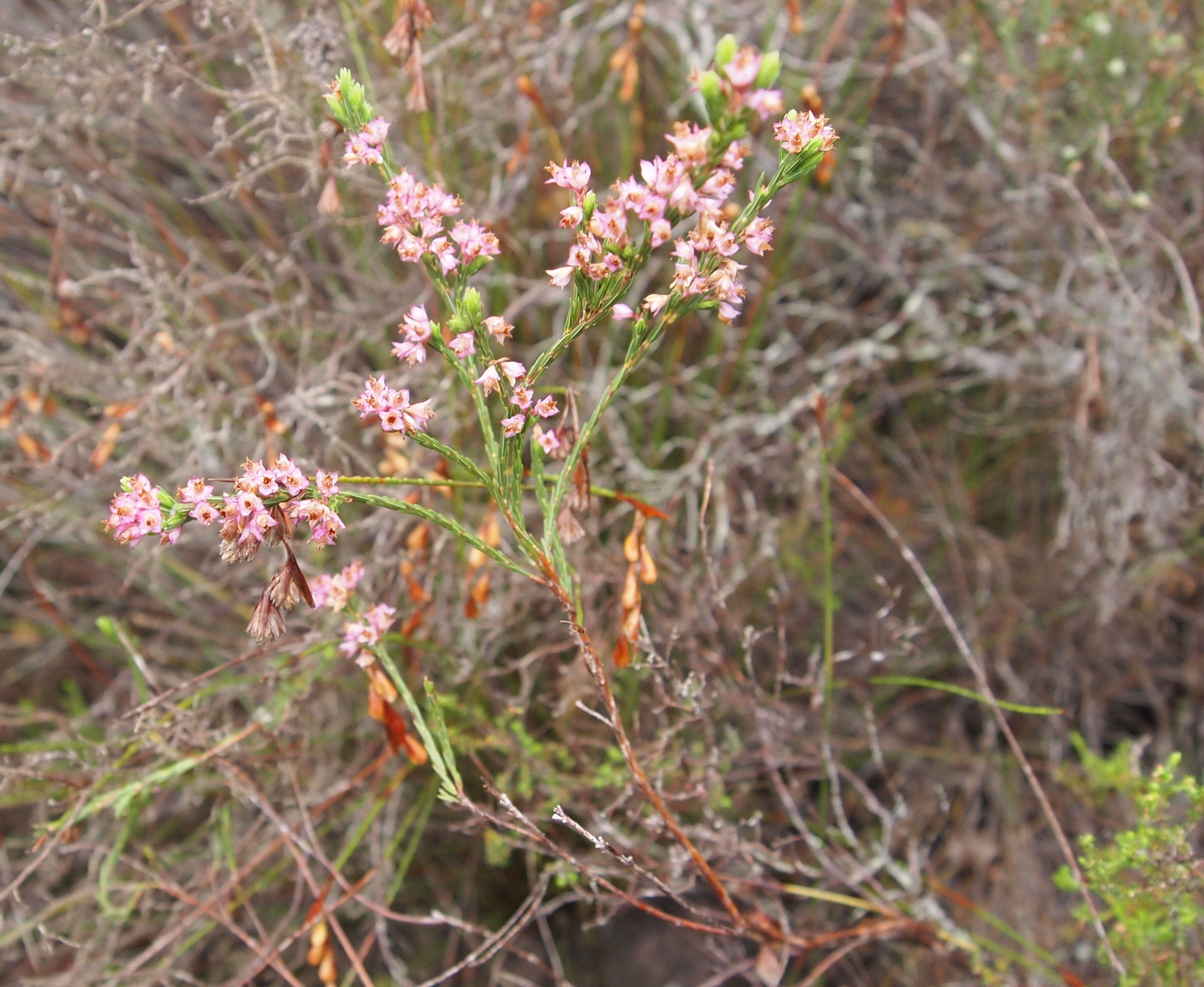